# Kravany (powiat Trebišov)
Kravany – wieś (obec) na Słowacji położona w kraju koszyckim, w powiecie Trebišov. Pierwsze wzmianki o miejscowości pochodzą z 1339 roku. 
Według danych z dnia 31 grudnia 2012 roku, wieś zamieszkiwały 342 osoby, w tym 175 kobiet i 167 mężczyzn.
W 2001 roku pod względem narodowości i przynależności etnicznej 99,42% mieszkańców stanowili Słowacy, a 0,29% Ukraińcy.
Ze względu na wyznawaną religię struktura mieszkańców kształtowała się w 2001 roku następująco:
- Katolicy rzymscy – 47,83%
- Grekokatolicy – 45,22%
- Ewangelicy – 2,32%
- Ateiści – 3,77%
- Nie podano – 0,29%